# Discografia di Namie Amuro

## Album in studio
| Anno | Dettagli                                                                           | Japan Weekly Chart | Taiwan Albums Chart | Vendite (Giappone) / Spedizioni   | Certificazioni  |
| ---- | ---------------------------------------------------------------------------------- | ------------------ | ------------------- | --------------------------------- | --------------- |
| 1995 | Dance Tracks Vol. 1 - Data pubblicazione: 16 ottobre 1995 - Etichetta: Toshiba-EMI | 1                  | —                   | 2.000.000 (RIAJ)                  | 2× milioni (JP) |
| 1996 | Sweet 19 Blues - Data pubblicazione: 22 luglio 1996 - Etichetta: Avex Trax         | 1                  | —                   | 3.700.000 (RIAJ) 4.000.000 (Avex) | 3× milioni (JP) |
| 1997 | Concentration 20 - Data pubblicazione: 24 luglio 1997 - Etichetta: Avex Trax       | 1                  | —                   | 2.350.000 (RIAJ)                  | 2× milioni (JP) |
| 2000 | Genius 2000 - Data pubblicazione: 26 gennaio 2000 - Etichetta: Avex Trax           | 1                  | —                   | 802,740 (RIAJ) 1,000,000 (Avex)   | 3× Platino      |
| 2000 | Break the Rules - Data pubblicazione: 20 dicembre 2000 - Etichetta: Avex Trax      | 2                  | —                   | 334.520 (RIAJ)                    | Platino         |
| 2003 | Style - Data pubblicazione: 10 dicembre 2003 - Etichetta: Avex Trax                | 4                  | 1                   | 250.000 (RIAJ)                    | Platino         |
| 2005 | Queen of Hip-Pop - Data pubblicazione: 13 luglio 2005 - Etichetta: Avex Trax       | 2                  | 1                   | 500.000 (RIAJ)                    | 2× Platino      |
| 2007 | Play - Data pubblicazione: 27 giugno 2007 - Etichetta: Avex Trax                   | 1                  | 1                   | 541.000 (RIAJ)                    | 2× Platino      |
| 2009 | Past < Future - Data pubblicazione: 16 dicembre 2009 - Etichetta: Avex Trax        | 1                  | 1                   | 600.000 (RIAJ)                    | 2× Platino      |
| 2012 | Uncontrolled - Data pubblicazione: 27 giugno 2012 - Etichetta: Avex Trax           | 1                  | 2                   | 540.000                           | 2× Platino      |
| 2013 | Feel - Data pubblicazione: 10 luglio 2013 - Etichetta: Dimension Point             | 1                  | -                   | 393.000                           | Platino         |
| 2015 | Genic - Data pubblicazione: 10 giugno 2015 - Etichetta: Dimension Point            | 1                  |                     | 250.000 (RIAJ)                    | Platino         |

## Compilation
| Anno | Dettagli | Weekly Albums Chart | Vendite (Giappone) / Spedizioni | Certificazioni  |
| ---- | --- | ------------------- | ------------------------------- | --------------- |
| 1996 | Original Tracks Vol.1 - Pubblicato come "Namie Amuro with Super Monkey's" - Data pubblicazione: 30 settembre 1996 - Label: Avex Trax        | 3                   | 419.000 (RIAJ)                  |                 |
| 1998 | 181920 - Data pubblicazione: 28 gennaio 1998 - Etichetta: Avex Trax - Singoli: "Dreaming I was Dreaming"                                    | 1                   | 2.000.000 (RIAJ)                | 2× milioni (JP) |
| 2002 | Love Enhanced Single Collection - Data pubblicazione: 13 marzo 2002 - Etichetta: Avex Trax - Singoli: "Say the Word", "Lovin' It", "I Will" | 3                   | 315.000 (RIAJ)                  | Platino (JP)    |
| 2008 | Best Fiction - Data pubblicazione: 20 luglio 2008 - Etichetta: Avex Trax - Singoli: "60s 70s 80s"                                           | 1                   | 1.850.000 (RIAJ)                | Milione(JP)     |
| 2011 | Checkmate! - Raccolta di duetti - Data pubblicazione: 27 aprile 2011 - Label: Avex Trax                                                     | 1                   | 500.000 (RIAJ)                  | 2× Platino      |
| 2014 | Ballada - Raccolta di ballate - Data pubblicazione: 4 giugno 2014 - Label: Dimension Point                                                  | 1                   | 500.000 (RIAJ)                  | 2x Platino      |
| 2017 | Finally - Raccolta - Data pubblicazione: 8 novembre 2017 - Label: Dimension Point                                                           | 1                   | 2.449.000                       | 2x milioni      |

## Album dal vivo
| Titolo                                                     | Dettagli                                                                               |
| ---------------------------------------------------------- | -------------------------------------------------------------------------------------- |
| Namie Amuro 5 Major Domes Tour 2012: 20th Anniversary Best | - Data pubblicazione: 27 marzo 2013 - Etichetta: Avex Trax - Formati: CD a noleggio    |
| Namie Amuro Feel Tour 2013                                 | - Data pubblicazione: 26 marzo 2014 - Etichetta: Avext Trax - Formati: CD a noleggio   |
| Live Style 2014                                            | - Data pubblicazione: 11 febbraio 2015 - Etichetta: Avex Trax - Formati: CD a noleggio |
| Live Style 2014: Live Ballada                              | - Data pubblicazione: 11 marzo 2015 - Etichetta: Avex Trax - Formati: CD a noleggio    |

## Singoli
| Anno | Titolo                                      | Oricon singles sales chart: migliori posizioni e vendite | Oricon singles sales chart: migliori posizioni e vendite | Oricon singles sales chart: migliori posizioni e vendite | Oricon singles sales chart: migliori posizioni e vendite | Oricon singles sales chart: migliori posizioni e vendite | Oricon singles sales chart: migliori posizioni e vendite | Album                           | Billboard Japan Hot 100 |
| Anno | Titolo                                      | Giornaliere                                              | Settimanali                                              | Mensili                                                  | Annuali                                                  | Debutto                                                  | Totale                                                   | Album                           | Billboard Japan Hot 100 |
| ---- | ------------------------------------------- | -------------------------------------------------------- | -------------------------------------------------------- | -------------------------------------------------------- | -------------------------------------------------------- | -------------------------------------------------------- | -------------------------------------------------------- | ------------------------------- | ----------------------- |
| 1995 | "Taiyō no Season"                           | —                                                        | 5                                                        | 10                                                       | 56                                                       | 69,750                                                   | 611,000                                                  | Dance Tracks Vol. 1             |                         |
| 1995 | "Stop the Music"                            | —                                                        | 4                                                        | 8                                                        | 65                                                       | 174,020                                                  | 528,000                                                  | Dance Tracks Vol. 1             |                         |
| 1995 | "Body Feels Exit"                           | 1                                                        | 3                                                        | 1                                                        | 70                                                       | 221,420                                                  | 882,000                                                  | Sweet 19 Blues                  |                         |
| 1995 | "Chase the Chance"                          | 1                                                        | 1                                                        | 2                                                        | 10                                                       | 225,090                                                  | 1,362,000                                                | Sweet 19 Blues                  |                         |
| 1996 | "Don't Wanna Cry"                           | 1                                                        | 1                                                        | 2                                                        | 9                                                        | 323,910                                                  | 1,372,000                                                | Sweet 19 Blues                  |                         |
| 1996 | "You're My Sunshine"                        | 1                                                        | 1                                                        | 3                                                        | 13                                                       | 434,230                                                  | 1,099,000                                                | Sweet 19 Blues                  |                         |
| 1996 | "Sweet 19 Blues" (Re-cut single)            | 1                                                        | 2                                                        | 5                                                        | 64                                                       | 101,830                                                  | 453,000                                                  | Sweet 19 Blues                  |                         |
| 1996 | "A Walk in the Park"                        | 1                                                        | 1                                                        | 3                                                        | 13                                                       | 233,460                                                  | 1,067,000                                                | Concentration 20                |                         |
| 1997 | "Can You Celebrate?"                        | 1                                                        | 1                                                        | 1                                                        | 1                                                        | 828,480                                                  | 2,296,000                                                | Concentration 20                |                         |
| 1997 | "How to Be a Girl"                          | 1                                                        | 1                                                        | 1                                                        | 23                                                       | 328,560                                                  | 772,000                                                  | Concentration 20                |                         |
| 1997 | "Dreaming I Was Dreaming"                   | 1                                                        | 1                                                        | 4                                                        | 42                                                       | 204,530                                                  | 559,000                                                  | 181920                          |                         |
| 1997 | "Can You Celebrate? (Maxi Single)"          | 1                                                        | 1                                                        | 3                                                        | 54                                                       | 280,060                                                  | 452,000                                                  | Non-album single                |                         |
| 1998 | "I Have Never Seen"                         | 1                                                        | 1                                                        | 2                                                        | 29                                                       | 333,210                                                  | 657,000                                                  | Genius 2000                     |                         |
| 1999 | "Respect the Power of Love"                 | 1                                                        | 2                                                        | 3                                                        | 40                                                       | 200,610                                                  | 492,000                                                  | Genius 2000                     |                         |
| 1999 | "Toi et Moi"                                | 3                                                        | 3                                                        | 8                                                        | 81                                                       | 121,970                                                  | 272,000                                                  | Non-album single                |                         |
| 1999 | "Something 'bout the Kiss"                  | 3                                                        | 3                                                        | 7                                                        | 87                                                       | 179,670                                                  | 369,000                                                  | Genius 2000                     |                         |
| 2000 | "Love 2000"                                 | 3                                                        | 4                                                        | 11                                                       | 108                                                      | 165,940                                                  | 228,000                                                  | Genius 2000                     |                         |
| 2000 | "Never End"                                 | 1                                                        | 2                                                        | 6                                                        | 32                                                       | 268,920                                                  | 640,000                                                  | Break the Rules                 |                         |
| 2000 | "Please Smile Again"                        | 2                                                        | 2                                                        | 12                                                       | 116                                                      | 94,520                                                   | 217,000                                                  | Break the Rules                 |                         |
| 2001 | "Think of Me / No More Tears"               | 5                                                        | 7                                                        | 16                                                       | 162                                                      | 55,920                                                   | 113,000                                                  | Break the Rules                 |                         |
| 2001 | "Say the Word"                              | 3                                                        | 3                                                        | 13                                                       | 109                                                      | 64,070                                                   | 184,000                                                  | Love Enhanced Single Collection |                         |
| 2002 | "I Will"                                    | 4                                                        | 7                                                        | 10                                                       | 149                                                      | 37,680                                                   | 95,000                                                   | Love Enhanced Single Collection |                         |
| 2002 | "Wishing on the Same Star"                  | 2                                                        | 2                                                        | 15                                                       | 150                                                      | 37,990                                                   | 97,000                                                   | Style                           |                         |
| 2003 | "Shine More"                                | 4                                                        | 8                                                        | 29                                                       | 220                                                      | 27,938                                                   | 52,000                                                   | Style                           |                         |
| 2003 | "Put 'Em Up"                                | 7                                                        | 7                                                        | 28                                                       | 275                                                      | 21,725                                                   | 41,000                                                   | Style                           |                         |
| 2003 | "So Crazy / Come"                           | 3                                                        | 8                                                        | 30                                                       | 264                                                      | 18,868                                                   | 49,000                                                   | Style                           |                         |
| 2004 | "Alarm"                                     | 6                                                        | 11                                                       | 23                                                       | 196                                                      | 21,049                                                   | 50,000                                                   | Queen of Hip-Pop                |                         |
| 2004 | "All for You"                               | 4                                                        | 6                                                        | 14                                                       | 83                                                       | 28,003                                                   | 113,000                                                  | Queen of Hip-Pop                |                         |
| 2004 | "Girl Talk / The Speed Star"                | 1                                                        | 2                                                        | 14                                                       | 97                                                       | 41,717                                                   | 106,000                                                  | Queen of Hip-Pop                |                         |
| 2005 | "Want Me, Want Me"                          | 2                                                        | 2                                                        | 7                                                        | 100                                                      | 48,106                                                   | 103,000                                                  | Queen of Hip-Pop                |                         |
| 2005 | "White Light / Violet Sauce"                | 5                                                        | 7                                                        | 18                                                       | 228                                                      | 31,325                                                   | 73,000                                                   | Play                            |                         |
| 2006 | "Can't Sleep, Can't Eat, I'm Sick / Ningyo" | 2                                                        | 2                                                        | 15                                                       | 125                                                      | 43,548                                                   | 80,000                                                   | Play                            |                         |
| 2007 | "Baby Don't Cry"                            | 3                                                        | 3                                                        | 5                                                        | 48                                                       | 52,168                                                   | 144,000                                                  | Play                            |                         |
| 2007 | "Funky Town"                                | 2                                                        | 3                                                        | 14                                                       | 146                                                      | 34,292                                                   | 54,000                                                   | Play                            |                         |
| 2008 | "60s 70s 80s"                               | 1                                                        | 1                                                        | 5                                                        | 19                                                       | 114,719                                                  | 293,000                                                  | Best Fiction                    | 1                       |
| 2009 | "Wild / Dr."                                | 1                                                        | 1                                                        | 11                                                       | 45                                                       | 75,456                                                   | 119,000                                                  | Past < Future                   | 1                       |
| 2010 | "Break It / Get Myself Back"                | 2                                                        | 3                                                        | 12                                                       | 80                                                       | 58,557                                                   | 85,000                                                   | Uncontrolled                    | 2                       |
| 2011 | "Naked / Fight Together / Tempest"          | 2                                                        | 2                                                        | 11                                                       | 74                                                       | 60,254                                                   | 101,000                                                  | Uncontrolled                    | 2                       |
| 2011 | "Sit! Stay! Wait! Down! / Love Story"       | 2                                                        | 3                                                        | 6                                                        | 99 (2011) 94 (2012)                                      | 77,758                                                   | 162,000                                                  | Uncontrolled                    | 2                       |
| 2012 | "Go Round / Yeah-Oh!"                       | 3                                                        | 4                                                        | 12                                                       | 125                                                      | 46,983                                                   | 65,000                                                   | Uncontrolled                    | 2                       |
| 2013 | "Big Boys Cry / Beautiful"                  | 4                                                        | 4                                                        | 26                                                       |                                                          | 23,113                                                   | 32,000                                                   | Feel                            | 4                       |
| 2014 | "Tsuki"                                     | 1                                                        | 3                                                        | 6                                                        |                                                          | 42,021                                                   | 67,000                                                   | Ballada                         | 3                       |
| 2014 | "Brighter Day"                              |                                                          | 8                                                        |                                                          |                                                          |                                                          | 53,000                                                   |                                 | 3                       |
| 2015 | "Red Carpet"                                | 2                                                        | 2                                                        |                                                          | 227                                                      | 25,866                                                   | 36,000                                                   |                                 |                         |
| 2016 | "Mint"                                      | 4                                                        | 2                                                        |                                                          | 6                                                        |                                                          | 46,000                                                   |                                 | 2                       |
| 2016 | "Hero"                                      | 6                                                        | 3                                                        |                                                          | 1                                                        |                                                          | 75,000                                                   |                                 | 3                       |
| 2016 | "Dear Diary / Fighter"                      | 3                                                        | 7                                                        |                                                          |                                                          |                                                          | 64,000                                                   |                                 |                         |

### Totale vendite annuali
| Anno                       | Vendite          |
| -------------------------- | ---------------- |
| 1995                       | 2,528,000        |
| 1996                       | 9,267,000        |
| 1997                       | 6,237,000        |
| 1998                       | 2,702,000        |
| 1999                       | 1,790,000        |
| 2000                       | 1,887,000        |
| 2001                       | 632,000          |
| 2002                       | 533,000          |
| 2003                       | 587,000          |
| 2004                       | 243,000          |
| 2005                       | 632,000          |
| 2006                       | 310,000          |
| 2007                       | 843,000          |
| 2008                       | 1,961,000        |
| 2009                       | 498,000          |
| 2010                       | 678,000          |
| 2011                       | 933,000          |
| 2012                       | 755,000          |
| 2013                       | 682,000          |
| 2014                       | 706,000          |
| Vendite totali in Giappone | Circa 34,404,000 |